# Bad Schwanberg
Bad Schwanberg – uzdrowiskowa gmina targowa w Austrii, w kraju związkowym Styria, w powiecie Deutschlandsberg. Według danych Austriackiego Urzędu Statystycznego liczyła 4520 mieszkańców (1 stycznia 2021).